# Kašnice
Kašnice – wieś na Morawach, w Czechach, w kraju południowomorawskim. Według danych z 31 grudnia 2006 liczba jego mieszkańców wyniosła 231 osób.